# Duilio Loi
Duilio Loi est un boxeur italien né le 19 avril 1929 à Trieste et mort le 20 janvier 2008 à Trévise.

## Carrière
Sous la conduite de son entraîneur Aldo Spoldi, Loi passe professionnel le 1er novembre 1948 et compte 115 victoires, dont 26 par KO, 8 nuls et 3 défaites. Loi est champion d'Italie (1951) et champion d'Europe des poids légers (1954), puis champion d'Europe des poids welters (1959) avant de s'imposer comme champion du monde des super-légers (1960). Il met un terme à sa carrière en tant que champion du monde en titre (1962).

## Distinction
- Duilio Loi est membre de l'International Boxing Hall of Fame depuis 2005. Atteint par la maladie d'Alzheimer, il n'a pas pu assister à la cérémonie d'intronisation.

## Hommage
Le 7 mai 2015, en présence du président du Comité national olympique italien (CONI), Giovanni Malagò, a été inauguré  le Walk of Fame du sport italien dans le parc olympique du Foro Italico de Rome, le long de Viale delle Olimpiadi. 100 tuiles rapportent chronologiquement les noms des athlètes les plus représentatifs de l'histoire du sport italien. Sur chaque tuile figure le nom du sportif, le sport dans lequel il s'est distingué et le symbole du CONI. L'une de ces tuiles lui est dédiée .